# (6624) 1980 SG
1980 أس جي (ويعرف أيضًا باسم (6624) 1980 أس جي وفق تسمية الكوكب الصغير) (بالإنجليزية: 1980 SG)‏ هو كويكب ضمن حزام الكويكبات؛ وترتيبه 6624 من حيث الاكتشاف.
اكتُشف هذا الجُرم الفلكي بواسطة Zdeňka Vávrová ‏ في 16 سبتمبر 1980.

## وصلات خارجية
- (6624) 1980 SG في قاعدة بيانات مختبر الدفع النفاث لأجرام النظام الشمسي الصغيرة

- الاكتشاف · مخطط المدار ·  العناصر المدارية · المعلمات المادية

- (6624) 1980 SG على موقع ويكي سكاي: DSS2, SDSS, GALEX, IRAS, Hydrogen α, X-Ray, Astrophoto, Sky Map, Articles and images